# Popowo (rejon kiczmiengsko-gorodiecki)
Popowo (ros. Попово) – wieś w Rosji, w rejonie kiczmiengsko-gorodieckim obwodu wołogodzkiego. W 2010 r. liczyła 25 mieszkańców.